# Saad Ait Khorsa
Saad ait Khorsa, sinh ngày 3 tháng 1 năm 1994 ở Safi, Maroc, là một cầu thủ bóng đá người Maroc thi đấu ở vị trí hậu vệ cho FUS Rabat.
Anh được xem là một trong những hậu vệ trái xuất sắc nhất ở Botola. Anh ghi bàn trong trận đấu vòng bảng cuối cùng của UAFA Club Championship 2017 giúp đội bóng đi tiếp vào bán kết.